# IC 2583
IC 2583 ist eine elliptische Galaxie vom Hubble-Typ E im Sternbild Löwe am Nordsternhimmel. Sie ist schätzungsweise 271 Millionen Lichtjahre von der Milchstraße entfernt.
Das Objekt wurde am 2. April 1900 von Stéphane Javelle entdeckt.